# Campi di riferimento nella relatività generale
In relatività generale un campo di riferimento (chiamato anche tetrade o vierbein) è un insieme di quattro campi vettoriali ortonormali, uno di tipo temporale e tre di tipo spaziale, definiti su una varietà lorentziana {\displaystyle (M,g)} che viene interpretata fisicamente come un modello di spaziotempo. Il campo vettoriale unitario di tipo temporale è spesso indicato con {\displaystyle {\vec {e}}_{0}} e i tre campi vettoriali unitari di tipo spaziale con {\displaystyle {\vec {e}}_{1},{\vec {e}}_{2},\,{\vec {e}}_{3}}. Tutte le quantità tensoriali definite sulla varietà possono essere espresse utilizzando il campo di riferimento e il suo campo duale detto co-tetrade.
In relatività generale le tetradi furono introdotte dal fisico Albert Einstein nel 1928 e dal matematico Hermann Weyl nel 1929.